# Contre-la-montre masculin des juniors aux championnats du monde de cyclisme sur route 2023
Le contre-la-montre masculin des juniors (moins de 19 ans) aux championnats du monde de cyclisme sur route 2023 a lieu le 11 août 2023 sur 23 kilomètres à Stirling, au Royaume-Uni.

## Classement
| Rang                               | Cycliste          | Pays            | Temps             |
| ---------------------------------- | ----------------- | --------------- | ----------------- |
| Médaille d'or, Coupe du Monde      | Oscar Chamberlain | Australie       | en 28 min 29,62 s |
| Médaille d'argent, Coupe du Monde  | Ben Wiggins       | Grande-Bretagne | + 24,78 s         |
| Médaille de bronze, Coupe du Monde | Louis Leidert     | Allemagne       | + 31,11 s         |
| 4                                  | Jørgen Nordhagen  | Norvège         | + 37,55 s         |
| 5                                  | Jacob Bush        | Grande-Bretagne | + 50,58 s         |
| 6                                  | Luca Giaimi       | Italie          | + 56,39 s         |
| 7                                  | Duarte Marivoet   | Belgique        | + 57,71 s         |
| 8                                  | Adam Rafferty     | Irlande         | + 58,26 s         |
| 9                                  | Andrew August     | États-Unis      | + 1 min 02,15 s   |
| 10                                 | Paul Fietzke      | Allemagne       | + 1 min 09,52 s   |